# Raini Rodriguez
Raini Alena Rodriguez (Bryan, 1º luglio 1993) è un'attrice e cantante statunitense.
È conosciuta per il ruolo di Trish in Austin & Ally, per aver partecipato al film Prom - Ballo di fine anno e per aver interpretato Maya Blart in Il superpoliziotto del supermercato.

## Biografia
Raini Rodriguez è nata a Bryan, Texas. È la sorella maggiore di Rico Rodriguez, anch'egli attore. Ha altri due fratelli, Ray e Roy Jr. I suoi genitori, Diane e Roy Rodriguez, possiedono un business chiamato Rodriguez Gommista. La famiglia Rodriguez è di origini messicane.
Raini è stata scoperta in una vetrina IMTA, da Susan Osser, Un agente di talento Californiana. Dopo aver visto la performance di Raini, Osser suggerì alla madre di Raini che Osser dovrebbe diventare la sua manager e di venire in California per dare Raini l'opportunità per la sua carriera. A quel tempo, Raini aveva 11 anni. Sua madre accettò. Raini e suo fratello Rico si trasferirono a Los Angeles con la madre, mentre il padre ha soggiornato in Texas per eseguire il negozio di pneumatici. La loro madre li ha scolarizzati a casa per sostenere le loro carriere.
Il 12 marzo 2017, il padre di Raini, Roy, è morto a 52 anni.

## Filmografia

### Cinema
- Babysitters Beware, regia di Douglas Horn (2008)
- Il superpoliziotto del supermercato, regia di Steve Carr (2009)
- Jonas Brothers: The 3D Concert Experience, regia di Bruce Hendricks (2009)
- Slice of Water, regia di Kellie Madison (2009)
- Gordita, regia di Debby Wolfe (2009)
- Prom - Ballo di fine anno (Prom), regia di Joe Nussbaum (2011)
- Girl in Progress, regia di Patricia Riggen (2012)
- Il superpoliziotto del supermercato 2 (Paul Blart: Mall Cop 2), regia di Andy Fickman (2015)

### Televisione
- Huff – serie TV, episodio 2x12 (2006)
- Zack e Cody al Grand Hotel – serie TV, episodio 3x07 (2007)
- I'm in the Band – serie TV, 2 episodi (2010)
- Austin & Ally – serie TV, 87 episodi (2011-2016)
- True Jackson, VP – serie TV, episodio 3x11 (2011)
- Jessie – serie TV, episodio 2x06 (2012)
- Non sono stato io – serie TV, episodio 2x18 (2015)
- Knight Squad – serie TV, episodio 2x05 (2019)
- Summer Camp – serie TV, 6 episodi (2019-2021)

### Doppiatrice
- Manny tuttofare – serie animata, 1 episodio (2008)
- Quando c'era Marnie, regia di Hiromasa Yonebayashi (2014) – voce inglese
- Vampirina – serie animata, 4 episodi (2017-2021)
- The Lion Guard – serie animata, 2 episodi (2018-2019)
- Jurassic World - Nuove avventure (Jurassic World Camp Cretaceous) – serie animata (2020-2022)
- A Tale Dark & Grimm – serie animata (2021-in corso)
- I Rugrats – serie animata (2021)
- Jurassic World - Teoria del caos (Jurassic World: Chaos Theory) – serie animata (2024-in corso)

## Discografia
Singoli
- 2012 – Living Your Dreams

## Riconoscimenti
- 2010 – Young Artist Award
  - Candidatura come Best Performance in a Feature Film – Supporting Young Actress per Il superpoliziotto del supermercato
- 2013 – Imagen Award
  - Premio come Best Young Actress/Television per Austin & Ally
- 2015 – Teen Choice Awards[1]
  - Candidatura come Choice Movie Actress: Comedy per Il superpoliziotto del supermercato 2
- 2015 – Young Artist Award
  - Candidatura come Best Supporting Actress – Television per Austin & Ally

## Doppiatrici italiane
Nelle versioni in italiano delle opere in cui ha recitato, Raini Rodriguez è stata doppiata da:
- Eva Padoan in Austin & Ally[2]